# Kup Hrvatske u nogometu za juniore
Kup Hrvatske u nogometu za juniore u organizaciji Hrvatskog nogometnog saveza se igra od 1963. godine. 

Juniorski kup se ranije nazivao omladinski kup, zbog tadašnjeg naziva uzrasne skupine.

## Kup SR Hrvatske
1963. i 1964./65. se igrao kup na razini Nogometnog saveza Hrvatske, a potom je igran kup po regijama i zonama, sa završnim turnirom. Pobjednici kupa bi se plasirali dalje u natjecanje omladinskog kupa Jugoslavije.
| sezona    | pobjednik         | finalist                  |
| --------- | ----------------- | ------------------------- |
| 1963.     | Dinamo Zagreb     | Borovo (Borovo – Vukovar) |
| 1964./65. | Šibenik           | BSK Slavonski Brod        |
| 1965./66. | Varteks Varaždin  | Rijeka                    |
| 1966./67. | Dinamo Zagreb     | Borovo (Borovo – Vukovar) |
| 1967./68. | Dinamo Zagreb     | Rudar Labin               |
| 1968./69. | Hajduk Split      | Zagreb                    |
| 1969./70. | Hajduk Split      | Borovo (Borovo – Vukovar) |
| 1970./71. | Hajduk Split      | Dinamo Zagreb             |
| 1971./72. | Hajduk Split      | Dinamo Zagreb             |
| 1972./73. | Dinamo Zagreb     | Hajduk Split              |
| 1973./74. | Karlovac          | Rab                       |
| 1974./75. | Hajduk Split      | Dinamo Zagreb             |
| 1975./76. | Varteks Varaždin  | Hajduk Split              |
| 1976./77. | Hajduk Split      | Osijek                    |
| 1977./78. | Dinamo Zagreb     | Osijek                    |
| 1978./79. | Hajduk Split      | Dinamo Zagreb             |
| 1979./80. | Hajduk Split      | Radnik Velika Gorica      |
| 1980./81. | Hajduk Split      |                           |
| 1981./82. | Rijeka            | Dinamo Zagreb             |
| 1982./83. | MTČ-Sloga Čakovec |                           |
| 1983./84. | Hajduk Split      |                           |
| 1984./85. | Osijek            |                           |
| 1985./86. | Osijek            |                           |
| 1986./87. | Osijek            |                           |
| 1987./88. | Osijek            |                           |
| 1988./89. | Osijek            |                           |
| 1989./90. | Rijeka            | Dinamo Zagreb             |
| 1990./91. | nije igrano       | nije igrano               |

## Kup Republike Hrvatske
| !sezona   | pobjednik                 | finalist                    |
| --------- | ------------------------- | --------------------------- |
| 1992.     | Rijeka                    | Split                       |
| 1992./93. |                           |                             |
| 1993./94. | Split                     | Croatia Zagreb              |
| 1994./95. | Hajduk Split              | Rijeka                      |
| 1995./96. | Varteks Varaždin          | Osijek                      |
| 1996./97. | Rijeka                    | Hajduk Split                |
| 1997./98. | Varteks Varaždin          | Rijeka                      |
| 1998./99. | Hajduk Split              | Varteks Varaždin            |
| 1999./00. | Croatia Zagreb            | Varteks Varaždin            |
| 2000./01. | Dinamo Zagreb             | Varteks Varaždin            |
| 2001./02. | HAŠK Zagreb               | Varteks Varaždin            |
| 2002./03. | Dinamo Zagreb             | Osijek                      |
| 2003./04. | Dinamo Zagreb             | Hajduk Split                |
| 2004./05. | Varteks Varaždin          | Rijeka                      |
| 2005./06. | Osijek                    | Hajduk Split                |
| 2006./07. | Rijeka                    | Inter Zaprešić              |
| 2007./08. |                           |                             |
| 2008./09. | Cibalia Vinkovci          | Zadar                       |
| 2009./10. | Hajduk Split              | Dinamo Zagreb               |
| 2010./11. | Split                     | Hrvatski dragovoljac Zagreb |
| 2011./12. |                           |                             |
| 2012./13. |                           |                             |
| 2013./14. | Hajduk Split              | Split                       |
| 2014./15. |                           |                             |
| 2015./16. | Hypo-Limač Elektra Osijek | Dinamo Zagreb               |
| 2016./17. | Hajduk Split              | Dinamo Zagreb               |
| 2017./18. | Osijek                    | Lokomotiva Zagreb           |
| 2018./19. | Osijek                    | Lokomotiva Zagreb           |
| 2019./20. |                           |                             |
| 2020./21. | Dinamo Zagreb             | Osijek                      |

## Poveznice
- Juniorsko prvenstvo Hrvatske u nogometu
- Omladinski kup Jugoslavije u nogometu
- Kup Hrvatske u nogometu za kadete
- Kup Hrvatske u nogometu za pionire
- Hrvatski nogometni savez